# Ruggero Ferrario
Ruggero Ferrario (Milano, 7 ottobre 1897 – Milano, 15 luglio 1976) è stato un pistard e ciclista su strada italiano.
Professionista dal 1921 al 1928, fu medaglia d'oro ai Giochi della VII Olimpiade del 1920 ad Anversa nell'inseguimento a squadre, con Arnaldo Carli, Primo Magnani e Franco Giorgetti.
Riposa al Cimitero Maggiore di Milano.

## Carriera
Prima della medaglia olimpica su pista aveva vinto alcune competizioni su strada.

## Palmarès

### Strada
- 1913

Giro dell'Umbria
- 1919

Coppa Bernocchi

### Pista
- 1920

Giochi della VII Olimpiade, Inseguimento a squadre (Anversa)

## Piazzamenti

### Classiche
- Milano-Sanremo

1921: 30º
1922: 18º
1928: 31º
Giro di Lombardia
1915: 39º
1916: 10º
1917: 11º
1918: 11º
1921: 25º

### Competizioni mondiali
- Giochi olimpici

Anversa 1920 - Inseguimento a squadre: vincitore
Anversa 1920 - 50 chilometri: ?